# Protique
Une molécule est dite protique lorsqu'elle est susceptible de donner un ion H+ à son environnement (solvant ou autre soluté). Cela arrive quand la liaison entre l'atome d'hydrogène et un autre atome de la molécule est polarisée. Cette notion est essentielle pour caractériser les solvants, les solvants protiques pouvant constituer un couple acide-base.
Une molécule qui n'est pas susceptible de donner un ion H+ est dite aprotique.
Cette notion est donc intrinsèquement liée à celles de polarité d'une molécule et de liaison hydrogène.

## Conditions
Pour que le proton soit labile, il faut qu'il soit impliqué dans une liaison suffisamment polarisée. Ceci ne peut s'observer que lorsqu'il est lié à des atomes plus électronégatifs. Il s'agit dans ce cas le plus souvent de l'oxygène, mais cela concerne également le fluor et l'azote.
Dans le cas d'une liaison entre un atome d'hydrogène et un atome de carbone par exemple, la différence d'électronégativités est faible. La liaison est donc faiblement polarisée et la molécule n'est pas susceptible de céder facilement un proton. Une telle molécule n'est donc pas protique.

## Exemples
Parmi les molécules protiques, on compte évidemment l'eau, mais également les alcools et thiols, les amines, les acides carboxyliques et, dans une moindre mesure, les cétones énolisables. Ce dernier cas est un cas limite. L'acétone par exemple peut certes céder un proton, mais seulement lors de l'utilisation d'une base un peu forte, par opposition aux alcools qui sont protiques en milieux acide, neutre et basique.
Parmi les molécules aprotiques, on compte notamment les alcanes, les éthers (éther éthylique, THF, dioxane…), le benzène, le toluène, le DMF… Une molécule ne portant pas d'hydrogène ne peut évidemment pas non plus être protique. C'est le cas par exemple du tétrachlorure de carbone ou du disulfure de carbone.
Les protons des fonctions aldéhydes ne sont pas labiles non plus.

## Conséquences
D'un point de vue général, cette propriété est directement liée au caractère acide de la molécule : plus le pKa est faible, plus le proton est labile et donc plus la molécule est protique. Toutefois, cette notion n'est généralement attribuée qu'aux solvants, classés en trois principales catégories :
- les solvants aprotiques polaires (acétone, diméthylformamide, acétonitrile…) ;

- les solvants aprotiques apolaires (éther de pétrole, hexane…) ;

- les solvants protiques (eau, méthanol, éthanol…).

À noter au passage que les solvants protiques sont nécessairement polaires (mais la réciproque est fausse), puisque le fait qu'un proton soit labile implique que la charge partielle qu'il porte soit suffisamment forte.
Qui dit charge partielle forte, dit forcément polarité.